# Idaturm
Der Idaturm ist ein 28 Meter hoher Aussichtsturm auf dem 211 m ü. NN hohen Gebirgszug Harrl, der zur Stadt Bückeburg im Landkreis Schaumburg in Niedersachsen gehört. Der Turm ist aus Sandstein gebaut, der in einem nahe gelegenen Steinbruch gebrochen wurde.
Der Turm wurde im Teuerungs- und Hungerjahr 1847 von Fürst Georg Wilhelm zu Schaumburg-Lippe für Zwecke der Landvermessung errichtet und damit die beschäftigten Arbeiter einen Verdienst erhalten. Seinen Namen trägt der Turm nach der Gattin Georg Wilhelms, der Fürstin Ida zu Waldeck und Pyrmont. Zeitgleich entstand der Wilhelmsturm in den Rehburger Bergen in Wölpinghausen. Der Idaturm befindet sich im Eigentum des Fürstenhauses Schaumburg-Lippe.
Der Turm, ein Wanderziel zwischen Bückeburg und Bad Eilsen. hat im Inneren eine Wendeltreppe mit 128 Stufen. Die Rundumsicht reicht bis ins Mindener Land, nach Obernkirchen, auf das Wesergebirge und bis zum Steinhuder Meer. Am Fuße des Turmes befindet sich eine Ausflugsgaststätte, die vor der COVID-19-Pandemie von der Alten Schlossküche im Schloss Bückeburg betrieben wurde. Seit 2023 hat die Gaststätte am Wochenende wieder geöffnet.

## Wanderwege
Am Idaturm vorbei führen der von Porta Westfalica nach Bad Nenndorf verlaufende Bückeberg-Weg ( X11 ) sowie der Sigwardsweg.